# Nicole Mitchell

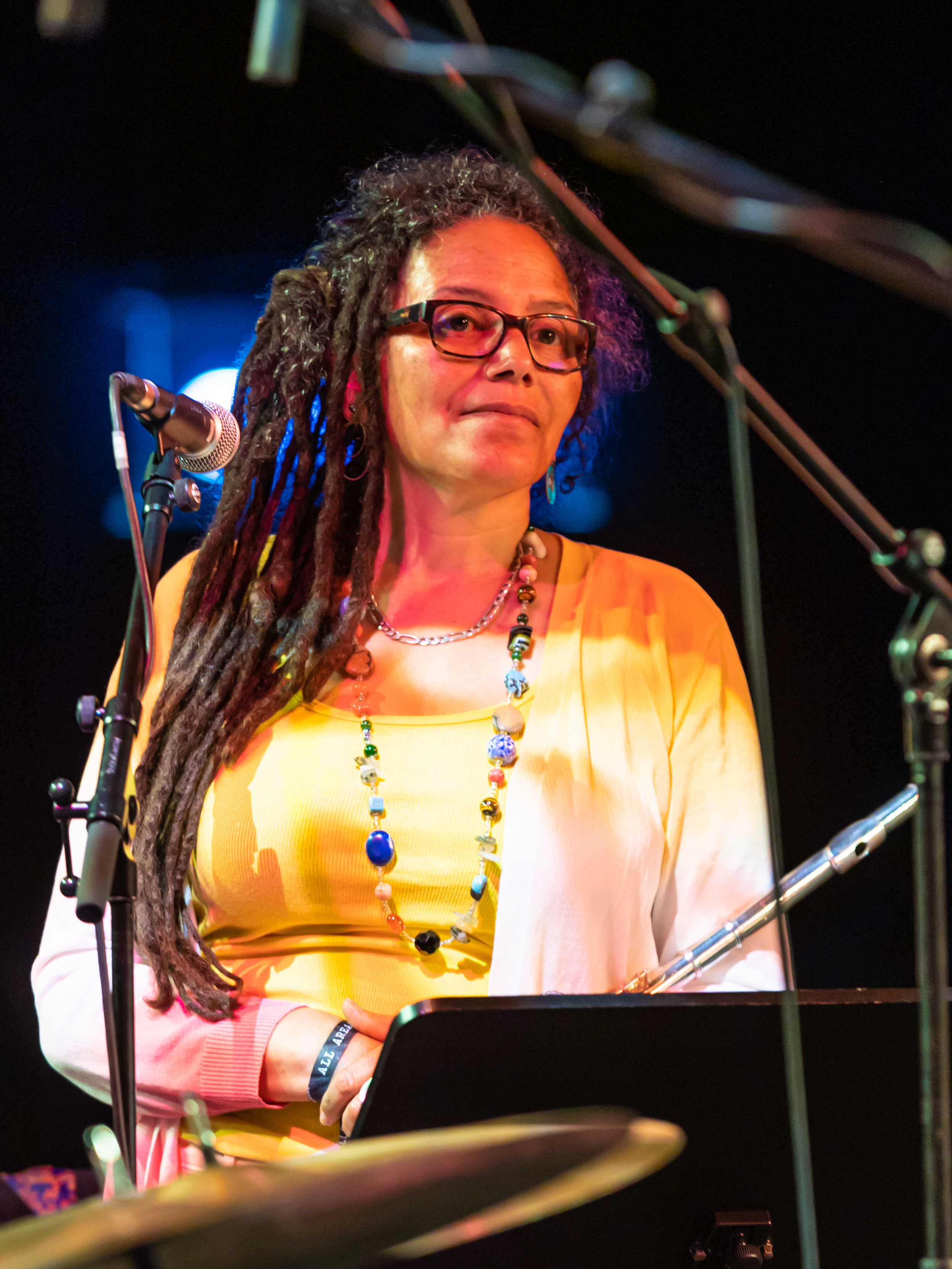
Nicole Mitchell beim Moers Festival 2022

Nicole Mitchell (* 17. Februar 1967 in Syracuse (New York)) ist eine US-amerikanische Komponistin und Flötistin des Modern Creative.

## Leben und Wirken
Mitchell begann als klassische Musikerin, seit ihrem 15. Lebensjahr spielt sie Querflöte. Während ihres Studiums an der Universität in San Diego wurde sie erstmals mit Jazz konfrontiert; James Newton hatte einen großen musikalischen Einfluss auf sie. 1992 zog sie nach Chicago, wo Fred Anderson ihr Mentor war und sie nach kurzer Zeit Mitglied der Association for the Advancement of Creative Musicians wurde. 1992 gründete sie gemeinsam mit Shanta Nurullah und der Schlagzeugerin Maja die Gruppe Samana, die weitere Frauen wie Ann E. Ward aus der AACM versammelte, und gründete dann ihre eigene Band Tindanga Mama. Seit 1995 arbeitete sie im Duo mit Hamid Drake. Ihr erstes Album Vision Quest (2001) war als spirituelle Reise konzipiert; auf ihrem zweiten Album Africa Rising (2002) feierte sie die Traditionen Afrikas und entwickelte daraus eine afroamerikanische Perspektive des Jazzflötenspiels.
Ihr drittes Album Hope, Future, and Destiny (2004) beruht auf einem interdisziplinären Großprojekt und vereint Tanz, Film, Dichtung und Jazz. Später trat sie international mit ihrem Indigo Trio und mit ihrem großformatigen Black Earth Ensemble auf, mit dem sie auch das Album Black Unstoppable vorlegte. 2008 hat sie in Vancouver, wo sie zwei Jahre lang Gastkünstlerin beim Vancouver Creative Music Institute war, mit dem NOW Orchestra ihre Komposition Through the Eyes of a Child vorgestellt.
2010 führte sie als Artist in Residence mehrere Werke beim Chicago Jazz Festival auf. Auch trat sie in Gruppen von Rob Mazurek in Erscheinung. 2017 legte sie die Produktionen Liberation Narratives (Third World Press, mit dem Lyriker Haki R. Madhubuti) und Mandorla Awakening II: Emerging Worlds (FPE Records) vor. Zu hören ist sie u. a. auch auf Mike Reeds The Speed of Change (2008), Marc Dressers Ain’t Nothing But a Cyber Coup & You (2019), dem selbstbetitelten Debütalbum von Sara Schoenbeck (2021) sowie auf We Are on the Edge: A 50th Anniversary Celebration und The Sixth Decade: From Paris to Paris des Art Ensemble of Chicago.
Mitchell war seit 2006 als Vizepräsidentin der AACM für die Ausbildung junger Musiker verantwortlich. Seit August 2011 ist sie Professorin an der University of California, Irvine. Ab 2019 leitet sie das Jazzprogramm an der University of Pittsburgh.

## Preise und Auszeichnungen
Im Down-Beat-Poll wurde Mitchell mehrere Jahre hintereinander (2005 bis 2010) als führendes Flöten-Talent ausgezeichnet; 2010 und 2011 gewann sie den Kritikerpoll der Zeitschrift als führende Flötistin. 2010 zeichnete sie auch die Jazz Journalist Association als Jazzflötist des Jahres aus. 2011 erhielt sie den mit 75.000 Dollar dotierten Alpert Award. 2025 wurde Mitchell zum Mitglied der American Academy of Arts and Sciences gewählt.

## Diskographische Hinweise
- The Ethiopian Princess Meets the Tantric Priest (2011)
- Denis Fournier, Nicole Mitchell, Hanah Jon Taylor, Tomeka Reid, Bernard Santacruz: Watershed (2012)
- Rob Mazurek Octet: Skull Sessions (2013)
- Nicole Mitchell’s Sonic Projections: The Secret Escapades of Velvet Anderson (2014)
- Joëlle Léandre & Nicole Mitchell: Sisters Where (RogueArt, 2014)
- Offering: Live at Le Guess Who (2020), mit Moor Mother
- Nicole Mitchell & Lisa E. Harris: EarthSeed (2020), mit Ben LaMar Gay, Tomeka Reid, Avreeayl Ra, Julian Otis, Zarah Zaharieva
- Artifacts: …And Then There’s This (2021), mit Tomeka Reid, Mike Reed
- Rob Mazurek / Exploding Star Orchestra: Lightning Dreamers (2023)
- Nicole Mitchell & Alexander Hawkins: At Earth School (2023)
- Nicole Mitchell & Ballaké Sissoko: Bamako*Chicago Sound System (FPE Records 2024)[4]